# Happy (canção de Ashanti)
"Happy" é uma canção da cantora americana Ashanti, gravada para seu álbum de estreia. A canção foi escrita por Ashanti, Raymond Calhouh, Andre Parker e Irving Lorenzo, sua produção foi feita por Chink Santana e Irv Gotti.

## Faixas e formatos
Australian CD single
1. "Happy" (Album Version) - 4:22
2. "Call" (Album Version) - 5:05

Dutch maxi single
1. "Happy" (Album Version) - 4:22
2. "Call" (Album Version) - 5:05
3. "Happy" (Remix Explicit) - 3:59

UK maxi single
1. "Happy" (Radio Edit com Ja Rule) - 4:05
2. "I'm So Happy" (Remix com Charli Baltimore) - 3:59
3. "Happy" (Remix Explicit) - 3:59
4. "Happy" (DnD Vocal Mix)
5. "Happy" (Video)

## Desempenho
| Tabelas musicais (2002)                    | Melhor posição |
| ------------------------------------------ | -------------- |
| Austrália - Australian Singles Chart       | 29             |
| Bélgica - Belgian Singles Chart (Flanders) | 49             |
| Bélgica - Belgian Singles Chart (Wallonia) | 35             |
| Países Baixos - Dutch Singles Chart        | 10             |
| França - French Singles Chart              | 40             |
| Alemanha - German Singles Chart            | 41             |
| Irlanda - Irish Singles Chart              | 22             |
| Nova Zelândia - New Zealand Singles Chart  | 19             |
| Suíça - Swiss Singles Chart                | 24             |
| Reino Unido - UK Singles Chart             | 13             |
| Estados Unidos - Billboard Hot 100         | 8              |
| Estados Unidos - Hot R&B/Hip-Hop Songs     | 5              |